# Lizarran

Firmenlogo

Lizzaran Tabernas Selectas (Eigenschreibweise LIZARRAN) ist die Marke einer international im Franchise-Prinzip operierenden Systemgastronomie-Kette.

## Das Unternehmen
Im August 1998 wurde von Mateo Ferrero Martinez in Sitges, einem Küstenort in Katalonien südlich von Barcelona, das erste „Lizarran“ eröffnet, mit Schwerpunkt auf typischen spanischen Tapas und baskischen Pinchos.
Im Laufe der Jahre expandierte er und „Lizarran“ Franchise-Unternehmen (Grupo Lizarran Food Franchising, Sitz: Vilanova i la Geltrú, Präsident: Álvaro Mariátegui, Geschäftsführer/Generaldirektor: Óscar Vela Nebot). Nach eigenen Angaben ist die Kette inzwischen das drittgrößte System in Spanien und Marktführer der spanischen Tapas-Industrie. Fast alle Produkte für „Lizarran“ werden eigens in Spanien hergestellt.
2002 erwarb die IberFood GmbH ´mit Sitz in Karlsruhe (Geschäftsführer ebenfalls Óscar Vela Nebot) eine Master-Franchiselizenz für „Lizarran“ in Deutschland.
Es gab etwa 200 Standorte weltweit, unter anderem in Kalifornien, Portugal und Frankreich. Mit Stand Februar 2007 war die Kette in Karlsruhe, Frankfurt, Bonn, Mannheim, Landau, Saarlouis und Regensburg vertreten. 2010 war „Lizarran“ nicht mehr in Deutschland tätig.
Der durchschnittliche Monatsumsatz eines Standortes wird von IberFood mit 55.000 Euro angegeben. Der Gesamtumsatz des Unternehmens belief sich 2004 auf etwa 65 Millionen Euro, mit seither durch Neueröffnungen steigender Tendenz. Ziel für 2009 sind 240 Standorte und ein Jahresumsatz von 195 Millionen Euro. Nach eigenen Angaben hat die „Grupo Lizarran“ derzeit insgesamt etwa 700 Angestellte.